# Bledius gravidus
Bledius gravidus är en skalbaggsart som beskrevs av Thomas Casey 1889. Bledius gravidus ingår i släktet Bledius och familjen kortvingar. Inga underarter finns listade i Catalogue of Life.